# Stephen Scherer
Stephen Wayne "Steve" Scherer, född 5 januari 1964 i Windsor i Ontario, är en kanadensisk forskare. Han tog sin doktorsexamen vid University of Toronto under professor Lap-Chee Tsui. Tillsammans grundade de The Centre for Applied Genomics (TCAG) vid The Hospital for Sick Children i Toronto. Han är chef för TCAG och för the McLaughlin Centre vid medicinska fakulteten vid University of Toronto.

## Biografi
Scherer är andra sonen av fyra till Eduard Scherer och Margaret Louise Scherer (född Stuhlmueller). Han började sin utbildning på Prince Charles Public School, Edith Cavell Junior High och Riverside Secondary School. Han spelade tävlingshockey och baseboll och vann flera provinsiella och nationella mästerskap. Han tog sin kandidatexamen vid University of Waterloo och sedan magisterexamen och doktorsexamen vid medicinska fakulteten vid University of Toronto.
Han gifte sig med Sharon "Jo-Anne" Herbrick den 2 februari 2002 i Timothy Eaton Memorial Church i Toronto. De bor i Swansea/High Park-området i Toronto och Oak Lake, Kawartha-regionen i Ontario.

## Forskning
Scherers upptäckter ledde bland annat till insikten att människans arvsmassa innehåller stora segment som skiljer sig åt mellan olika människor (large-scale copy number variation, CNV) och att variationerna kan kopplas till en lång rad sjukdomar. Tidigare teori hävdade att människors DNA var till 99,9 procent identiska med den lilla skillnaden i variation som nästan helt bestod av cirka 3 miljoner enstaka nukleotidpolymorfier (SNP) per genom. Större genomiska CNV-förändringar med förluster eller vinster på tusentals eller miljoner nukleotider som omfattar en eller flera gener ansågs vara exceptionellt sällsynta och nästan alltid kopplade till sjukdomar. Scherers upptäckt av frekventa CNV-händelser som finns i genomerna i alla celler i varje individ, som publicerades tillsammans med Charles Lee från Harvard 2004, öppnade ett nytt fönster för studier av naturlig genetisk variation, evolution och sjukdom. Scherer konstaterade att, "när det vetenskapliga etablisementet inte trodde det, visste vi att vi var på väg mot något stort. I efterhand är det så enkelt att se att dessa kopieringsvariationer inte alls var biologiska avvikare, bara avvikare från vetenskapliga dogmer i tiden".
Scherer och Lee och deras medarbetare vid Wellcome Trust Sanger Institute framställde sedan de första CNV-kartorna över humant DNA som avslöjade strukturella egenskaper, bildningsmekanismer och populationsgenetik hos denna tidigare okända allestädes närvarande form av naturlig variation. Dessa studier var också de första som noterade att CNV:er är tusentals per genom och omfattar minst tio gånger fler DNA-bokstäver än SNP, vilket avslöjar en "dynamisk lapptäcksstruktur" av kromosomer. Dessa resultat underbyggdes ytterligare genom samarbete med J. Craig Venters team, vilket bidrog till att en individs första genomsekvens fullbordades.
Under perioden 2007-2010 fortsatte Scherer och hans medarbetare att upptäcka många sjukdomsrelaterade CNV och motsvarande gener mot sjukdomskänslighet hos över 10 procent av individer med autismspektrumstörning.  Dessa upptäckter har lett till allmänt tillgängliga tester som lättare ger tidig diagnostisk information om autism. År 2013 använde Scherers team, tillsammans med medarbetare vid Beijing Genomics Institute, Duke University och Autism Talar USA, hela genomsekvensering för att hitta genetiska varianter av klinisk relevans i kanadensiska familjer med autism.
Tidigare (1988–2003) ledde han studier av mänsklig kromosom 7 tillsammans med Lap-chee Tsui, speciellt i kartläggningsfasen av Human Genome Project. Genom forskningssamarbetet identifierades gener, som orsakar holoprosencefali, njurkarcinom, Williams syndrom, sakral agenes, citrullinemi, renal tubulär acidos och många andra. Hans grupp upptäckte också den största genen i genomet, som senare befanns påverka uppkomsten av autism. Helheten av detta arbete innefattande bidrag från forskare över hela världen och J. Craig Venter's Celera Genomics, genererade den första publicerade beskrivning av human kromosom 7.  I andra studier tillsammans med Berge Minassian identifierades sjukdomsgener, som orsakar dödliga former av epilepsi. 
År 2012 lanserade Scherer och hans kollegor Personal Genome Project Canada.

## Utmärkelser
Scherer är ordföranden för GlaxoSmithKline-Canadian Institutes of Health Research in Genome Sciences vid Hospital for Sick Children och University of Toronto. Han har tilldelats 
- Kanadas topp 40-pris (1999),
- Hedersdoktorat vid University of Windsor (2001),
- rådgivare vid Howard Hughes Medical Institute (2002),
- Genetics Society of Canada Scientist Award (2002),
- Canadian Institute for Advanced Research Explorer Award (2002),
- Steacie Prize in the Natural Sciences (2003),[47]
- Fellow of the Royal Society of Canada (2007),
- Fellow of the American Association for the Advancement of Science (AAAS) (2011) och
- inledande Distinguished Science Alumni Award-University of Waterloo (2007).

År 2019 tilldelades han ett Killampris. 
Han är med i Scientific Advisory Board of Autism Speaks, styrelsen för Genome Canada och den internationella Human Genome Organization, och är stipendiat vid Canadian Institute for Advanced Research. Han vann Premier Summit Award för medicinsk forskning på 5 miljoner dollar (2008) för sina "betydelsefulla bidrag för att omdefiniera vår förståelse av genetisk variation och sjukdomsstudier". Nyligen erkändes han också som en Significant Sigma Chi (2011), blev distingerad professor vid King Abdulaziz University och tilldelades Queen Elizabeth II Diamond Jubilee-medaljen för unika bidrag till Kanada (2013).